# Comuna Koniușkî, Rohatîn
Koniușkî (în ucraineană Конюшки) este o comună în raionul Rohatîn, regiunea Ivano-Frankivsk, Ucraina, formată din satele Berezivka și Koniușkî (reședința).

## Demografie
Componența lingvistică a comunei Koniușkî
     Ucraineană (99,39%)
     Alte limbi (0,55%)
Conform recensământului din 2001, majoritatea populației comunei Koniușkî era vorbitoare de ucraineană (99,39%), existând în minoritate și vorbitori de alte limbi.